# Saint-Laurent-des-Hommes
Saint-Laurent-des-Hommes település Franciaországban, Dordogne megyében. Lakosainak száma 1022 fő (2022. január 1.). Saint-Laurent-des-Hommes Saint-Michel-de-Double, Saint-Martial-d’Artenset, Montpon-Ménestérol, Saint-Barthélemy-de-Bellegarde, Saint-Martin-l’Astier, Saint-Médard-de-Mussidan és Beaupouyet községekkel határos.

## Népesség
A település népessége az elmúlt években az alábbi módon változott:
| Lakosok száma | 861  | 863  | 938  | 989  | 1048 | 1025 | 1018 | 1024 | 1027 | 1022 |
|               | 1968 | 1982 | 1990 | 2006 | 2013 | 2015 | 2017 | 2019 | 2020 | 2022 |